# Uvlot
Uvlot är en ö i Finland. Den ligger i Skärgårdshavet och i kommunen Pargas i den ekonomiska regionen  Åboland i landskapet Egentliga Finland, i den sydvästra delen av landet. Ön ligger omkring 42 kilometer sydväst om Åbo och omkring 180 kilometer väster om Helsingfors.
Öns area är 3 hektar och dess största längd är 270 meter i nord-sydlig riktning. I omgivningarna runt Uvlot växer i huvudsak barrskog. Runt Uvlot är det mycket glesbefolkat, med 7 invånare per kvadratkilometer. Närmaste större samhälle är Nagu, 16,0 km öster om Uvlot.